# 华东师范大学第二附属中学
华东师范大学第二附属中学，简称“华师大二附中”，“华二”，“二附中”，简写“EFZ”，创办于1958年，于1963年成为上海市重点中学，于1978年成为国家教育部直属重点中学。现在是上海市教委直属领导，华东师范大学和所在区共建共管的上海市实验性示范性高中。学校是首批“全国教育系统先进集体”，全国首批“未成年人思想道德建设工作先进单位”，首批“全国科技教育创新十佳学校”，全国中小学现代教育技术实验学校，“2049”创新人才培养基地，亦是联合国教科文组织“亚洲教育革新为发展服务计划联系中心”（APEID）成员单位。
2013年，华师大二附中创建卓越学院，在原理科实验班的基础上试点创立基础科学实验班和理科综合实验班，着力培养一批学科功底扎实并在基础学科领域有明显特长的未来创新拔尖人才。

## 校区

### 张江校区
华东师范大学第二附属中学张江校区，位于浦东新区张江高科技园区内（地址：上海市浦东新区晨晖路555号/祖冲之路736号），总征地150亩，总建筑面积50879平方米。

### 紫竹校区
华东师范大学第二附属中学紫竹校区，位于闵行区紫竹园区，毗邻华东师范大学闵行校区，2012年起开始招生。

### 普陀校区
华东师范大学第二附属中学普陀校区，2020年开始招生。

### 宝山校区
华东师范大学第二附属中学宝山校区开办于2020年，是由华东师范大学与宝山区人民政府合作共建的公办高级中学。2023年9月从宝杨路2888号的过渡校址迁入位于宝山区杨泰路500号的新校区。新校区建筑延续了主校区的红白色调设计风格，整体布局分为四大功能分区，包括南、北教学楼、食运楼和宿舍楼等。各功能区通过中心广场和风雨连廊连接，整体建筑群呈蝴蝶形布局。

### 松江分校
华东师范大学第二附属中学松江分校，位于九亭镇九科绿洲区域，地处长三角G60科创走廊附近，占地约111亩，建筑面积约110000平方米，将于2024年9月正式启用。现过渡校舍为在建的道悦学校，于2022年9月正式开学，由张江校区娄维义副校长担任执行校长。

### 临港奉贤分校
华东师范大学第二附属中学临港奉贤分校，位于上海临港奉贤园区，占地105亩。临港分校于2021年12月开工建设，2023年5月底项目将建成并验收交付，2023年9月1号正式开学。

## 活动

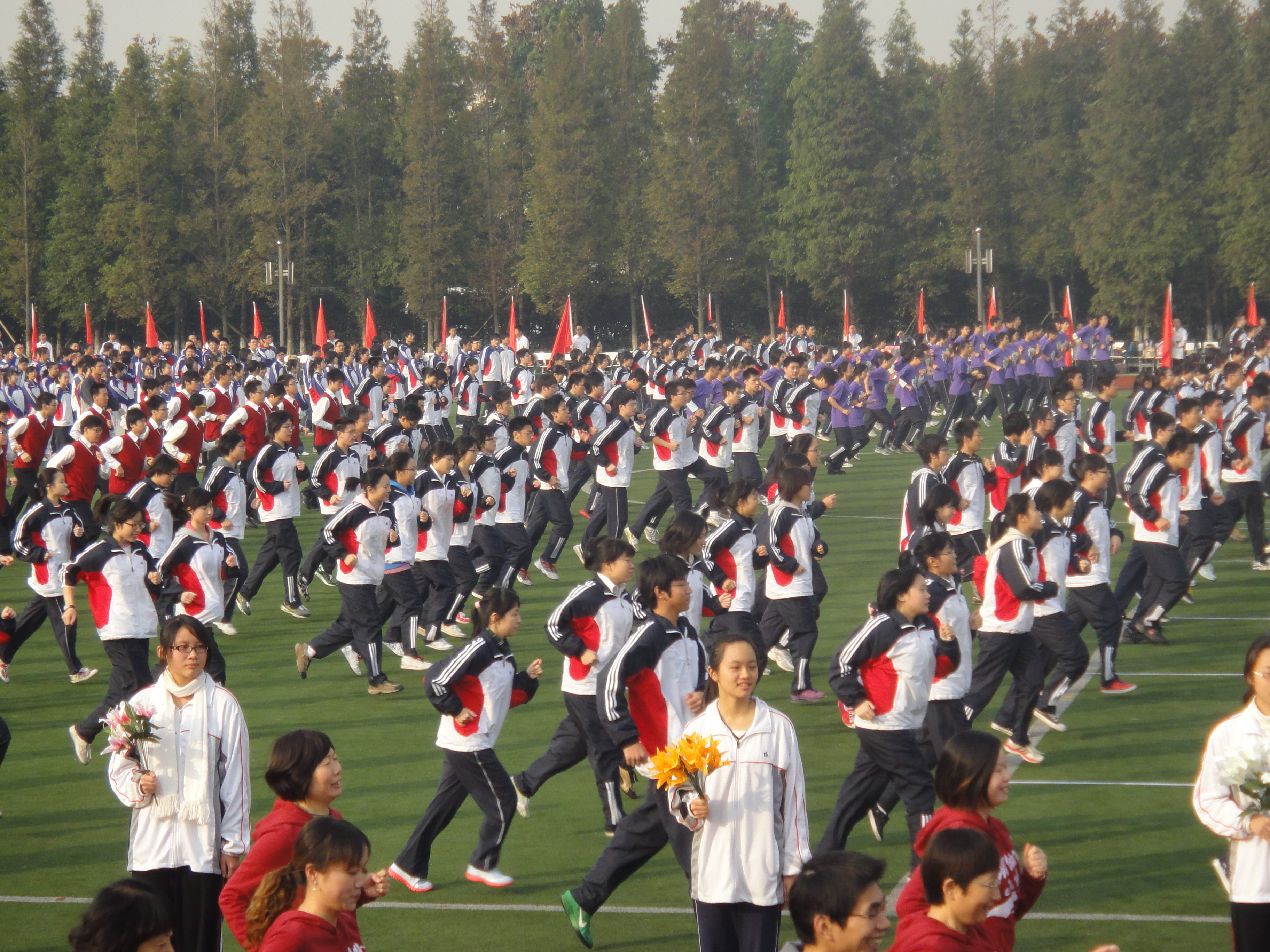
运动会会操

### 校内活动

#### 校园文化艺术节
校园文化艺术节于每年12月最后两周举行，是学校最盛大的活动。艺术节分为若干专场，每个专场为一系列主题活动。艺术节最后一天举行主要由社团负责的游园会以及新年文艺汇演。

#### 社团节
社团节大约在4月举行，持续时间为一周，由社团联合会领导各社团组织专场活动，一般在最后一天有社团游园会。

#### 科技节
科技节大约在4月举行，一般与社团节同步进行。

#### 午间音乐会
每个学期一般举行两次午间音乐会，内容包括演奏、演唱等。

### 社团
华师大二附中把社团活动作为学生自我发展和构建校园文化的舞台，各学生社团自主开展各类形式的活动。社团联合会是管理社团活动的学生组织。学校聘请教师担任社团辅导员并提供活动经费以支持活动。2022学年共有40余个注册社团，涉及艺术、人文、学研、科技、商业、体育等领域。

### 选修课
华东师范大学第二附属中学从2002年开始进行选修课，按照课程内容分为大文化类课程、STS科技系列课程、语言类课程、德育课程、经济类课程、技术类课程等。学校教务处推出超过70种选修课供高一、高二同学选修，每个学期可以上2门课。

### 晨晖讲坛
本部于每周三举办“晨晖讲坛”，邀请社会各界名人、学者等站上讲台，目前已举办百余期。
同名图书《晨晖讲坛》收录了晨晖讲坛的发言稿等相关资料。

## 学生组织

### 团学联
团学联由团委、学生会和社团联合会组成。团委学生会下属组织部、秘书处、自管部、新闻部、文艺部、外联部、体育部、宣传部、志愿者服务部等，由学生负责日常事务。
社团联合会是全校各类学生社团、协会、俱乐部的联和组织，审查各个社团的资格，总结交流各社团活动经验，规范各社团的活动规划和章程，领导、策划、鼓励有关社团的活动。

### 科学技术协会
华东师范大学第二附属中学科学技术协会是上海市唯一的中学科协组织，是浦东新区科协的地方组织。

## 校园信息系统
华东师范大学第二附属中学、民办华二初级中学（原嘉定新城初中）以及华东师范大学第二附属中学附属初级中学共同使用一组信息系统，主要由选修课系统、社团系统、教学评价系统、校园邮箱、校园一卡通系统、校园信息平台（原家校通）、睿易云少年派系统构成。

## 国际部
学校从1999年起，经市政府批准，设立招收12—18周岁的外籍学生进行初中、高中学历教育的办学机构——国际部。学校是直属于国家汉办的汉语国际推广的基地、HSK（汉语水平考试）考试基地、国务院侨办下属的华文教育基地，考试中心设于国际部大楼。国际部大楼为10层含有公寓，于2004年建成。

## 上海民办华曜嘉定初级中学（原民办华二初级中学）
华东师大二附中承办的民办嘉定新城初级中学于2010年落成，2011年改名为民办华二初级中学。2022年起改名为上海民办华曜嘉定初级中学，华师大二附中副校长张大同任民办华二初级中学首任校长，2012年6月由华师大二附中校长何晓文兼任校长。

## 华东师范大学第二附属中学附属初级中学
华东师范大学第二附属中学附属初级中学简称华东师大二附中附属初中，位于闵行区吴泾镇紫竹基础教育园区，于2012年9月3日正式开学，预备年级四个教学班，首期生149人。华东师大二附中附属初中是由华东师范大学第二附属中学承办的公办性质的初级中学，由闵行区人民政府、紫竹科学园区、华东师范大学三方合作共建。学校坐落于华东师范大学闵行紫竹基础教育园区内，由华东师范大学实行一体化管理。现由施洪亮担任校长

## 历任校长

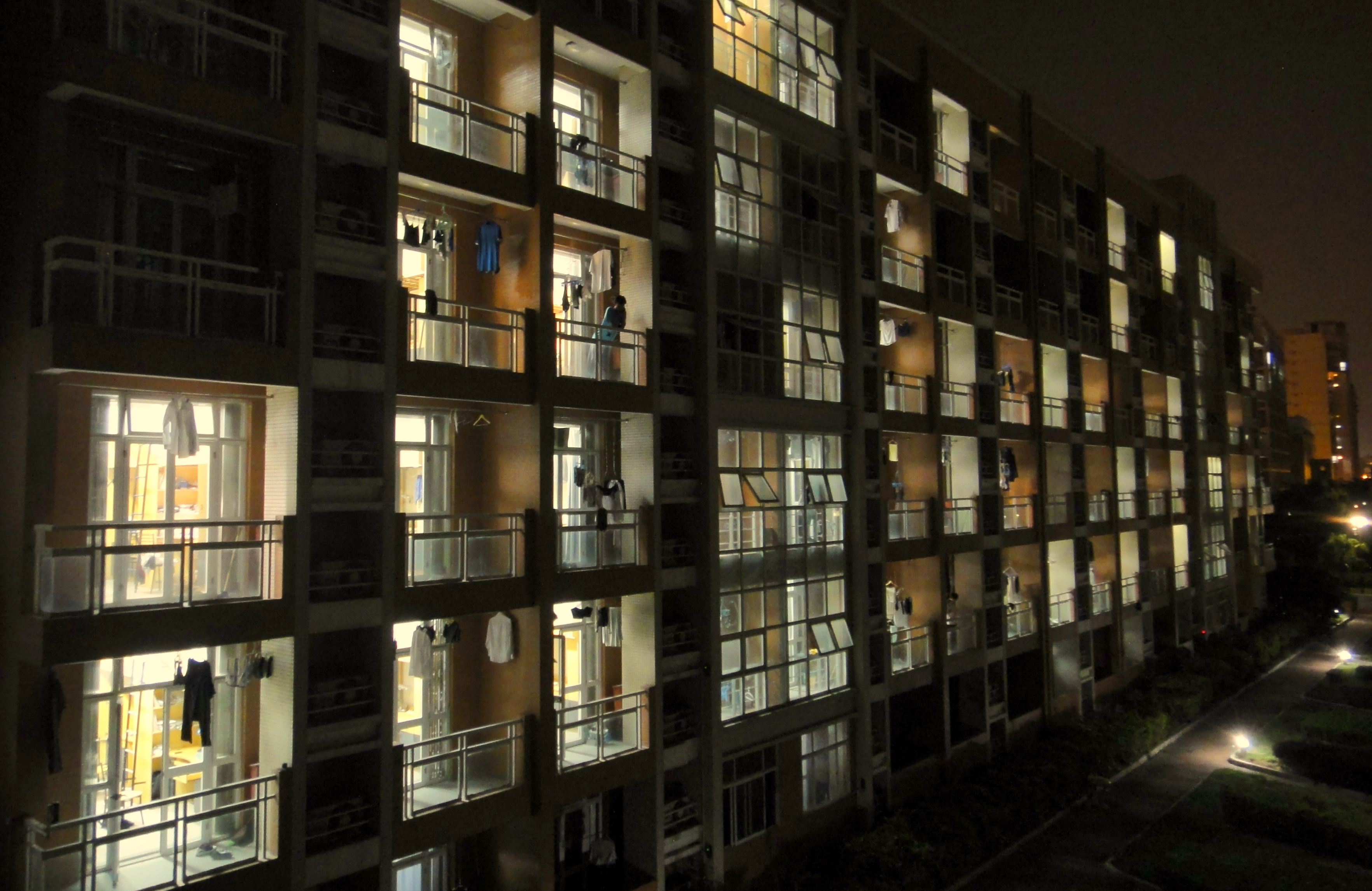
宿舍楼夜景

- 1958夏[29]—1967 毛仲磐
- 1983.11—1988.8 王鸿仁
- 1978.3—1983.10 蔡多瑞
- 1988.8—1989.7 顾朝晶
- 1989.7—1991.4 康淞万
- 1991.4—1994.5 张济正
- 1994.5—1999.3 顾朝晶
- 1999.3—2014.8 何晓文
- 2014.8—2017.2 戴立益
- 2017.2—2022.8 李志聪
- 2022.8—今        周彬

## 荣誉

### 国际奥赛
1998年至2008年，华东师大二附中学生获得的国际奥赛金牌总数列全国第一。

### 国际科技创新竞赛
华东师大二附中学生在近十年的英特尔国际中学生科学与工程大赛中获得大赛奖14项，名列全国第一。